# Jan Wittelsbach (Pfalz-Gelnhausen)
Jan Wittelsbach (ur. 24 maja 1698 w Gelnhausen, zm. 10 lutego 1780 w Mannheim) – niemiecki arystokrata. 
Syn Jana Karola księcia Palatynatu-Gelnhausen i Estery Marii Witzleben. Małżeństwo rodziców było związkiem morganatycznym, dlatego też ojciec starał się otrzymać od starszego brata zapewnienie tytułu i spadku dla dzieci, zmarł jednak przed podpisaniem umowy w tej sprawie. Matka Jana przez długi okres walczyła w sądach o legitymizację swoich dzieci, co udało się jej dopiero po kilku latach.
19 sierpnia 1743 roku poślubił Zofię Charlottę Salm-Dhaun (1719-1770). Ich dziećmi byli:
- Karol (1745-1789)
- Luiza (1748-1829)
- Jan (1750-1752)
- Wilhelm (1752-1837) - książę w Bawarii, dziadek Maksymiliana Wittelsbacha,
- Fryderyka (1753)
- Zofia (1757-1760)
- Christian (1760-1761)
- Jan (1764-1765)